# Jan Maria Michał Kowalski

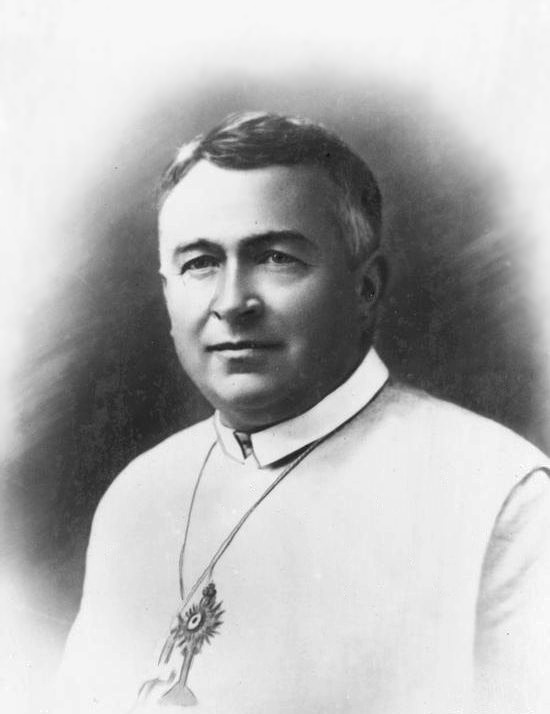
Jan Maria Michał Kowalski

Jan Maria Michał Kowalski (* 25. Dezember 1871 in Latowicz, Polen; † 26. Mai 1942 in der NS-Tötungsanstalt Hartheim in Oberösterreich) war der erste Bischof der Altkatholischen Kirche der Mariaviten in Polen. Er wurde von den Nationalsozialisten verfolgt und ermordet.

## Leben
Kowalski war zunächst römisch-katholischer Priester, seine Priesterweihe erfolgte am 24. April 1897. Am 6. August 1903 wurde er zum ersten Generalminister des Mariavitenordens gewählt, jedoch am 5. April 1906 gemeinsam mit der Ordensgründerin Feliksa Kozłowska von Papst Pius X. exkommuniziert. Am 5. Oktober 1909 folgte die Bischofsweihe durch den Erzbischof von Utrecht, Gerardus Gul, unter Assistenz weiterer Bischöfe der Utrechter Union der Altkatholischen Kirchen (Jacobus Johannes van Thiel von Haarlem, Nicolaus Bartholomeus Petrus Spit von Deventer, dem deutschen Bischof Josef Demmel und dem englischen Bischof Arnold Harris Mathew).
Während seiner Amtszeit kam es ab 1924 zu sogenannten „mystischen Ehen“ zwischen Priestern und Ordensschwestern sowie zur Einführung der Frauenordination (ab 1929). Dies führte zu inneren Spannungen und Konflikten und nach außen hin zur Suspension der Mitgliedschaftsrechte in der Internationalen Bischofskonferenz der Utrechter Union. Nach seiner Abwahl (in Abwesenheit) am 29. Januar 1935 sammelte er seine ihm ergebene Anhängerschaft und gründete die Katholische Kirche der Mariaviten. Kowalski weihte den Franzosen Marc Maria Fatôme zum Bischof und bestellte diesen zum Jurisdiktionsträger außerhalb Polens.
Er wurde am 25. Januar 1940 von den Nationalsozialisten verhaftet und zunächst in Płock und ab dem 25. März 1941 im Konzentrationslager Dachau inhaftiert. Am 25. Mai 1942 wurde er im Rahmen der sogenannten „Aktion 14f13“ abtransportiert und kam in die NS-Tötungsanstalt Hartheim im Schloss Hartheim bei Alkoven in der Nähe von Linz in Oberösterreich, wo er am folgenden Tag vergast wurde.